# Grande Prêmio da Alemanha de 1958
Resultados do Grande Prêmio da Alemanha de Fórmula 1 realizado em Nürburgring em 3 de agosto de 1958. Oitava etapa da temporada, foi vencida pelo britânico Tony Brooks, da Vanwall, que subiu ao pódio ladeado por Roy Salvadori e Maurice Trintignant, pilotos da Cooper-Climax.

## Resumo
Prova marcada pela morte de Peter Collins e também pela estréia de Bruce McLaren.
Exceto pelas onze edições das 500 Milhas de Indianápolis que integraram o calendário da Fórmula 1, esta é a primeira etapa sem a participação de pilotos italianos no grid.

## Classificação da prova
| Pos. | Nº | Piloto                  | Construtor    | Voltas | Tempo/Diferença      | Grid | Pontos |
| ---- | -- | ----------------------- | ------------- | ------ | -------------------- | ---- | ------ |
| 1    | 8  | Tony Brooks             | Vanwall       | 15     | 2:21:15.0            | 2    | 8      |
| 2    | 10 | Roy Salvadori           | Cooper-Climax | 15     | + 3:29.7             | 6    | 6      |
| 3    | 11 | Maurice Trintignant     | Cooper-Climax | 15     | + 5:11.2             | 7    | 4      |
| 4    | 4  | Wolfgang von Trips      | Ferrari       | 15     | + 6:16.3             | 5    | 3      |
| 5    | 20 | Bruce McLaren           | Cooper-Climax | 15     | + 6:26.3             | 12   |        |
| 6    | 21 | Edgar Barth             | Porsche       | 15     | + 6:32.4             | 13   |        |
| 7    | 26 | Ian Burgess             | Cooper-Climax | 15     | + 6:59.3             | 11   |        |
| 8    | 30 | Tony Marsh              | Cooper-Climax | 15     | + 7:09.9             | 14   |        |
| 9    | 23 | Phil Hill               | Ferrari       | 15     | + 7:45.5             | 10   |        |
| 10   | 12 | Cliff Allison           | Lotus-Climax  | 13     | + 2 voltas           | 24   | 0      |
| 11   | 28 | Ivor Bueb               | Lotus-Climax  | 13     | + 2 voltas           | 16   |        |
| Ret  | 3  | Mike Hawthorn           | Ferrari       | 11     | Embreagem            | 1    |        |
| FAT  | 2  | Peter Collins           | Ferrari       | 10     | Acidente fatal       | 4    |        |
| Ret  | 22 | Wolfgang Seidel         | Cooper-Climax | 9      | Suspensão            | 17   |        |
| Ret  | 6  | Harry Schell            | BRM           | 9      | Freios               | 8    |        |
| Ret  | 27 | Christian Goethals      | Cooper-Climax | 4      | Bomba de combustível | 23   |        |
| Ret  | 25 | Graham Hill             | Lotus-Climax  | 4      | Tubo de óleo         | 22   |        |
| Ret  | 5  | Jean Behra              | BRM           | 4      | Suspensão            | 9    |        |
| Ret  | 18 | Carel Godin de Beaufort | Porsche       | 3      | Motor                | 15   |        |
| Ret  | 17 | Hans Herrmann           | Maserati      | 3      | Motor                | 20   |        |
| Ret  | 7  | Stirling Moss           | Vanwall       | 3      | Magneto              | 3    | 1      |
| Ret  | 19 | Dick Gibson             | Cooper-Climax | 2      | Motor                | 18   |        |
| Ret  | 29 | Brian Naylor            | Cooper-Climax | 1      | Bomba de combustível | 25   |        |
| Ret  | 24 | Jack Brabham            | Cooper-Climax | 1      | Colisão              | 19   |        |
| Ret  | 16 | Jo Bonnier              | Maserati      | 1      | Acidente             | 21   |        |
| DNS  | 14 | Troy Ruttman            | Maserati      |        | Motor                |      |        |

## Tabela do campeonato após a corrida
|   | Pos. | Piloto        | Pontos |
| - | ---- | ------------- | ------ |
|   | 1    | Mike Hawthorn | 30     |
|   | 2    | Stirling Moss | 24     |
| 4 | 3    | Tony Brooks   | 16     |
| 1 | 4    | Peter Collins | 14     |
| 4 | 5    | Roy Salvadori | 13     |

|  | Pos. | Construtor    | Pontos  |
|  | ---- | ------------- | ------- |
|  | 1    | Ferrari       | 37 (39) |
|  | 2    | Vanwall       | 33      |
|  | 3    | Cooper-Climax | 29      |
|  | 4    | BRM           | 12      |
|  | 5    | Maserati      | 6       |

- Nota: Somente as primeiras cinco posições estão listadas. Apenas os seis melhores resultados, dentre pilotos ou equipes, eram computados visando o título. Neste ponto esclarecemos: na tabela dos construtores figurava somente o melhor resultado dentre os carros de um mesmo time.